# Sergei Demidow
Sergei Demidow (russisch Сергей Демидов; * 25. Februar 1961 nahe Wyksa in der Sowjetunion; † 19. November 2020) war ein norwegischer Handballspieler und Handballtrainer russischer Herkunft.

## Karriere

### Verein
Demidow wurde in einem kleinen Dort nahe Wyksa in der Oblast Nischni Nowgorod geboren. Als er vier Jahre alt war, zog seine Familie nach Temirtau im heutigen Kasachstan. 
Zunächst war er im Boxsport aktiv, später im Fußball.
Mit 15 Jahren nahm er erstmals einen Handball in die Hand und trainierte beim neugegründeten Stroitel Temirtau. Bereits nach einem Jahr kam er in das Sportinternat in Alma-Ata, nachdem er bei der Spartakiade der Schulkinder entdeckt worden war. Bei Dinamo Alma-Ata spielte er erstmals in der ersten sowjetischen Liga. Schnell konnte der mittlere Rückraumspieler zahlreiche größere Vereine auf sich aufmerksam machen, darunter den Hauptstadtklub MAI Moskau. Demidow entschied sich aber mit seiner Ehefrau für das ruhigere Riga, wo er ab 1980 für Celtnieks Riga auflief. 1982 gelang ihm mit dem sechsten Platz in der sowjetischen Meisterschaft die beste Platzierung der Vereinshistorie. Nach einer schweren Knöchelverletzung im Jahr 1983 stand seine aktive Laufbahn auf der Kippe. Erst Moskaus Trainer Juri Klimow konnte ihn von einer Behandlung in der Hauptstadt überzeugen. Anschließend wechselte er zu MAI Moskau. Mit Moskau konnte er nicht an die Erfolge der 1970er Jahre anknüpfen. Er kehrte wieder nach Riga zurück, wo er noch drei Jahre spielte.
Bei einem Vorbereitungsturnier in Rostock wurden die Verantwortlichen des norwegischen Vereins Sandefjord Håndballklubb auf den dreimaligen sowjetischen „Handballer des Jahres“ aufmerksam und beschlossen, ihn zu verpflichten. Die ersten drei Jahre musste er die Hälfte seines Verdienstes an das Staatliche Sportkomitee der UdSSR abtreten, sonst wäre ihm nicht die Freigabe erteilt worden. Mit Sandefjord gewann er 1990 und 1993 den norwegischen Pokal.

### Nationalmannschaft
Mit der sowjetischen Nationalmannschaft gewann Demidow den Supercup 1985. Vor den Olympischen Spielen 1988 zog er sich im Trainingslager in Chimki eine schwere Erkältung zu und wurde aufgrund seines Trainingsrückstandes nicht ins endgültige Aufgebot berufen.

## Trainerkarriere
Nach seinem Karriereende wurde Demidow ab 1994 Trainer bei verschiedenen norwegischen Vereinen im Profi- und Nachwuchsbereich. Er arbeitete von 2000 bis 2005 als Cheftrainer der norwegischen Jugendnationalmannschaft sowie im Team von Oleg Kuleschow für die russische Männer-Handballnationalmannschaft. Anschließend leitete er das beste Sportgymnasium des Landes.

## Privates
Nach dem Zerfall der Sowjetunion wurde Demidow die norwegische und die lettische Staatsbürgerschaft angeboten, er selbst wollte die russische. Da er diese nicht erhielt, blieb er bis 1997 Staatenloser. Schließlich nahm er die norwegische Staatsbürgerschaft an.
In Riga wurden seine beiden Söhne geboren. Vadim Demidov spielte unter anderem für Eintracht Frankfurt Fußball. Vadims Ehefrau, Christina Vukicevic-Demidov betrieb Leichtathletik.